# Vital du Four

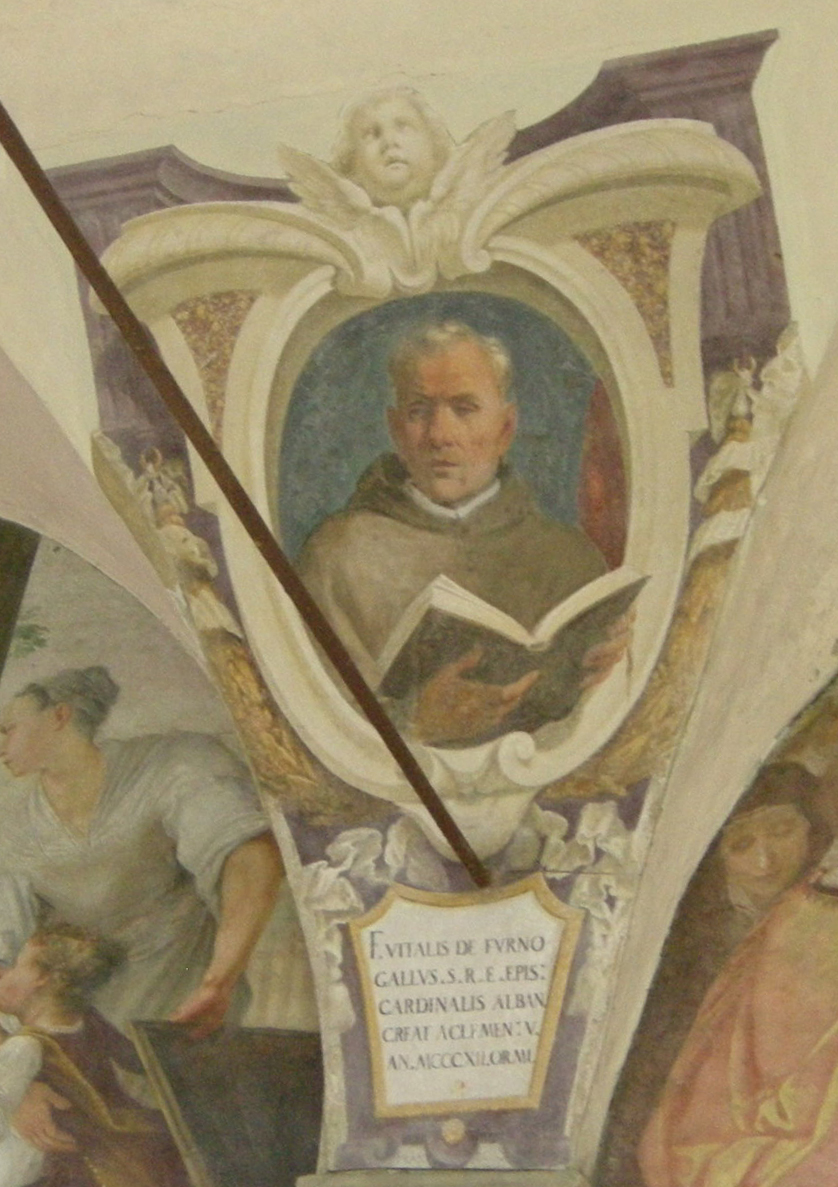
Kardinal Vital du Four

Vital du Four, Vitalis de Furno, Jean du Four, (OFM) (* um 1260 in Bazas; † 16. August 1327 in Avignon) war ein scholastischer Theologe, franziskanischer Philosoph und Alchemist. Ab 1312 war er Kardinal und ab 1321 Bischof von Albano.

## Leben
Er begann medizinische Studien an der Universität Montpellier und studierte von 1285 bis 1291 Theologie in Paris, zunächst unter Jacques du Quesnoy, später unter Raimond Rigaut. Anschließend lehrte er in Montpellier und 1297 bis 1298 in Toulouse. Den Magistertitel bekam er 1298 verliehen.
Von 1307 bis 1312 war er Ordensprovinzial der Franziskaner in Aquitanien. Im August 1311 erwiderte er auf den Rotulus des Ubertinus de Casale. Im Jahr 1312 wies er auf Wunsch des Papstes die Thesen von Bonagratia von Bergamo, die sich auf den Armutsstreit bezogen, zurück. Er war Guardian der Klöster in Saint-Mont und in Eauze.
Am 23. Dezember 1312 erhob Papst Clemens V. ihn zum Kardinalpriester mit der Titelkirche Santi Silvestro e Martino ai Monti. Er nahm am Konklave 1314–1316 teil, aus dem schließlich Johannes XXII. als Papst hervorging. Am 27. Mai 1319 hielt er auf Einladung des Generalministers Michael von Cesena die Eröffnungspredigt am Generalkapitel des Franziskanerordens in Marseille.
Im Juni 1321 wurde er Bischof des suburbikarischen Bistums Albano, die Bischofsweihe empfing er am 14. Juni 1321; Papst Johannes XXII. veranstaltete zu diesem Anlass ein Bankett. Von 1322 bis 1323 fiel er jedoch beim Papst in Ungnade, da er im Armutsstreit zunächst die Position der Franziskaner-Spiritualen vertrat, die den Ansichten des Papstes zuwiderlief; schließlich beugte er sich aber der Autorität des Papstes.
Vital du Four starb am 16. August 1327 in Avignon und wurde in der dortigen Kirche des Franziskanerkonvents beigesetzt.

## Wirkung
Vital du Four gilt als Wegbereiter wichtiger Ideen, die erst von anderen Philosophen, wie etwa Duns Scotus und Wilhelm von Ockham ausgeführt wurden. Er betont die Erfahrung als Grundlage aller Erkenntnis, was insbesondere für die innere Erfahrung gilt.
In seinem um 1310 entstandenen Sammelwerk Liber selectiorum remediorum pro conservanda sanitate ad totius corporos humani morbos (gedruckt 1521 in Mainz) schildert er die medizinisch wertvollen Wirkungen des aus Wein destillierten Alkohols (Aqua ardens), erläutert die Gewinnung von Salpetersäure, Duftstoffen und Pflanzenölen, behandelt die Wirkung von Königswasser (Auflösung von Metallen wie Gold), weist auf die bleichende und desinfizierende Wirkung von Schwefelgasen hin, behandelt Gold, Silber (beide in Puderform) und Kupfersalze als Medizin sowie Arsensulfid gegen Hautausschlag. Das Werk ist eine Kompilation des damaligen Wissens und enthält Auszüge anderer Autoren.

## Werke
- Quodlibeta
- Quaestiones disputatae de rerum principio, fälschlich Duns Scotus zugeschrieben. In: Quaestiones disputatae De rerum principio, tractatus De primo rerum omnium principio novis curis edidit Marianus Fernandez Garcia. Quaracchi, 1910, S. 1–624.
- Liber selectiorum remediorum pro conservanda sanitate ad totius corporos humani morbos